# ぷろふいる
『ぷろふいる』は、日本の探偵小説専門誌。1933年に京都で創刊された。1933年5月号から1937年4月号まで、4年間で全48冊刊行。発行はぷろふいる社。
第二次世界大戦以前では最も長く続いた探偵小説専門誌だった。

## 概要
京都の老舗呉服店の長男で探偵小説愛好家の熊谷晃一（本名・熊谷市郎）が創刊。関西に拠点をおく探偵小説専門誌としては、『ぷろふいる』以前にも、『探偵趣味』（1925年創刊）、『探偵・映画』（1927年創刊）、『猟奇』（1928年創刊）などがあったが、1933年当時はどれも廃刊になっていた。
当初は関西の探偵小説誌として出発し、神戸の山本禾太郎、西田政治、九鬼澹（後の九鬼紫郎）、戸田巽、京都の山下利三郎（『ぷろふいる』には山下平八郎名義で登場）らが参加したが、5号からは熊谷晃一の伯父で東京に住んでいた堀場慶三郎を通じて東京の作家にも寄稿を依頼するようになり、最終的には、当時活躍していた探偵作家たちのほとんどが誌面に登場した。1933年に「完全犯罪」で本格的にデビューした小栗虫太郎や、1934年にデビューした木々高太郎にも、いち早く原稿を依頼している。
新人の発掘に積極的で、4年間で40人ほどの新人作家を登場させている。のちに作家として大成した人物は少なかったが、怪奇探偵小説の名手の西尾正、本格推理長編『船富家の惨劇』で知られる蒼井雄、のちに韓国推理文壇の創始者となった金来成らを世に出した。また、すでに『新青年』などでデビューしていた新人の大阪圭吉、戸田巽、酒井嘉七らに活躍の場を与えた。評論では森下雨村の紹介で井上良夫が登場し、英米本格ミステリの研究・紹介を行った。
翻訳に難がある場合もあったが、エラリー・クイーンやドロシー・L・セイヤーズの作品も掲載している。ほかに、夢野久作の『猟奇歌』や、江戸川乱歩の自伝『彼』などが掲載された。
編集作業は当初は伊東利夫が務めた。また、3号で短編が入選して『ぷろふいる』に登場した左頭弦馬も、その後編集部に顔を出して編集を手伝った。1935年10月号からは寄稿家だった九鬼澹が山本禾太郎の推薦で編集長となり、最終号までの編集を務めた。表紙イラストは、熊谷の友人の画家の加納哲が創刊号から担当したが、のちに漫画家の横山隆一や洋画家の高井貞二にも依頼した。
発刊5号で住所を東京に移したものの、編集部は廃刊直前まで京都にあった。廃刊の理由は、熊谷晃一の事業上の失敗とされる（この年、熊谷は事業の失敗で京都から神戸に転居している）。 ただ、雑誌そのものは『探偵倶楽部』と改題の上、続刊の予定で、そのための広告も出していた。しかし、『探偵倶楽部』というタイトルでは刊行されることはなかった。1983年に行われたインタビューで熊谷晃一はその理由について「そんな俗なんで出すのイヤや言うてやめてしもうた。そんなことまでして売らないかんことないさかいにやめた」と語っている。
また同じインタビューで熊谷晃一は江戸川乱歩から「君ところに小説書いてもええのやけど、［雑誌の水準が高すぎて］むつかしすぎる」と言われたことを明かしている。『新青年』が探偵小説の専門誌ではなく、探偵小説界の動向には関心を示さなかったため、『ぷろふいる』が当時の探偵小説論壇の中心地となっており、江戸川乱歩の言葉はこうした事情を反映したものと受けとることができる。読者投稿コーナーの「談話室」でアマチュア探偵小説マニアが議論に花を咲かせ、また探偵小説芸術論をめぐる甲賀三郎と木々高太郎の論争の舞台ともなった。『ぷろふいる』はそういう探偵小説誌だった。

## ぷろふいる社の出版物

### 新人選集
新人作品の選集が2冊刊行されている。
- 『新人傑作探偵小説選集』（ぷろふいる社、1935年）
  - 左頭弦馬「踊り子殺しの哀愁」（1933年9月号）
  - 大畠健三郎「河畔の殺人」（1934年3月号）
  - 西尾正「土蔵」（1935年1月）
  - 蒼井雄「狂燥曲殺人事件」（1934年9月）
  - 若松秀雄「金曜日殺人事件」（1934年2月号）
  - 斗南有吉「爪」（1934年5月号）
  - 山城雨之助「扇遊亭怪死事件」（1934年8月号）
- 『新作探偵小説選集』（ぷろふいる社、1936年） - 1935年の新人作品の選集
  - 光石介太郎「綺譚六三四一」（1935年2月号）
  - 金来成「楕円形の鏡」（1935年3月号）
  - 星庭俊一「棒紅殺人事件」（1935年6月号）
  - 西嶋亮「秋晴れ」（1935年4月号）
  - 平塚白銀「セントルイス・ブルース」（1935年8月号）

### 主な単行本
ぷろふいる社（および、出版のための新会社・末広書房）が刊行した主な単行本。
- 小栗虫太郎 『白蟻』
- 甲賀三郎 『血液型殺人事件』
- 山本禾太郎 『小笛事件』
- 大阪圭吉 『死の快走船（ヨット）』
- 大下宇陀児 『ホテル・紅館』

## 『ぷろふいる』に関連するグループ、雑誌

### 探偵作家新人倶楽部
1934年7月、東京の『ぷろふいる』愛読者が結成。中心となったのは、『ぷろふいる』1933年10月号に小説「深夜の患者」で登場した野島淳介（鮫島龍介）。会誌『新探偵』を刊行した。

### 『探偵文学』
上記の探偵作家新人倶楽部の運営方針に反発して独立したグループにより創刊された同人雑誌。1935年3月から1936年12月まで、月刊で全21冊刊行。創刊号で示された同人のメンバーは、明石富久夫、青海水平、大慈宗一郎、伊志田和郎、栗栖二郎（水上幻一郎）、中島親、波蜻二、荻一之助、蘭郁二郎、常盤元六（村正朱鳥）、伴代因（伴白胤）、内海蛟太郎、米山寛の13人。のちに平塚白銀、岡村不二男、竹村久仁夫が参加。
1937年1月より『シュピオ』と改題。海野十三、小栗虫太郎、木々高太郎の3人が編集人（のちに蘭郁二郎が加わる）となり、『探偵文学』から巻数だけは引き継いだものの、まったく別の雑誌となった。『シュピオ』は1938年4月号まで全13冊を刊行し、廃刊となった。

### YDNペンサークル
1931年に『新青年』でデビューした光石介太郎は、『ぷろふいる』1935年2月号に「綺譚六三四一」が掲載されると、『ぷろふいる』でデビューした新人に声をかけて、YDN（ヤンガー・ディテクティブ・ノーベリスト）ペンサークルを結成した。毎月1回、新宿の高級喫茶店ウェルテルの3階で会合を開いたほか、会合の日以外でも、メンバーは光石介太郎のアパートに毎日のように集まっては、探偵小説談義を交わした。
メンバーは『ぷろふいる』登場順に、平塚白銀（青地流介名義で1934年7月号）、中島親（1934年9月号）、舞木一朗（1934年10月号）、石沢十郎（1935年1月号）、金来成]
（1935年3月号）、西嶋亮（1935年4月号）、前田郁美（1935年5月号）、中村美与（1935年10月号）、中山狂太郎（1936年3月号）らがいた。また、『ぷろふいる』の寄稿者ではないが、高橋鉄も後に参加した。
メンバーの中で唯一『新青年』に作品が掲載されたことのある光石介太郎が、自然と中心人物となった。1935年7月号で結果が発表された『ぷろふいる』創刊2周年記念の特別懸賞募集では、入選した5人のうち4人をYDNペンサークルのメンバーが占めた（光石介太郎、平塚白銀、石沢十郎、金来成）。

### 『新探偵小説』
『ぷろふいる』の寄稿家だった愛知の若松秀雄、服部元正、福田照雄が1947年から1948年まで刊行した雑誌。同じ愛知出身の大阪圭吉・井上良夫の遺稿を掲載するなどした。

## 『ぷろふいる』の特集を組んだ雑誌・書籍
- 『幻影城』1975年6月号
  - 小説
    - 光石介太郎「空間心中の顚末」（1935年9月号）
    - 金来成「探偵小説家の殺人」（1935年12月号）
    - 木々高太郎「就眠儀式」（1935年6月号）
    - 大阪圭吉「闖入者」（1936年1月号）
    - 蒼井雄「狂燥曲殺人事件」（1934年9月号）

  - その他
    - 中島親「探偵小説の新しき出発」（1935年1月号）
    - 中島河太郎「「ぷろふいる」五年史」
    - 九鬼紫郎「「ぷろふいる」編集長時代」
- ミステリー文学資料館編『幻の探偵雑誌1 「ぷろふいる」傑作選』（光文社文庫、2000年）
  - 小説
    - 甲賀三郎「血液型殺人事件」（1934年6月号および7月号）
    - 角田喜久雄「蛇男」（1935年12月号）
    - 夢野久作「木魂（すだま）」（1934年5月号）
    - 海野十三「不思議なる空間断層」（1935年4月号）
    - 蒼井雄「狂燥曲殺人事件」（1934年9月号）
    - 西尾正「陳情書」（1934年7月号）
    - 西嶋亮「鉄も銅も鉛もない国」（1936年3月号）
    - 大阪圭吉「花束の虫」（1934年4月号）
    - 酒井嘉七「両面競牡丹（ふたおもてくらべぼたん）」（1936年12月号）
    - 小栗虫太郎「絶景万国博覧会」（1935年1月号）
    - 木々高太郎「就眠儀式」（1935年6月号）

  - その他
    - 山前譲「探偵小説ファンの熱気に満ちた「ぷろふいる」」
    - 芦辺拓「プロファイリング・ぷろふいる」
    - 山前譲編 「「ぷろふいる」作者別作品リスト」

## 関連書籍
- 中島河太郎『日本推理小説史』第3巻（東京創元社、1996年） - 中島河太郎編「「ぷろふいる」所載作品総目録」を収録
- 山前譲編『探偵雑誌目次総覧』（日外アソシエーツ、2009年） - 「ぷろふいる」の目次を収録